# Leopold Hager
Pour les articles homonymes, voir Hager.
Leopold Hager (né le 6 octobre 1935 à Salzbourg) est un chef d'orchestre autrichien, connu pour ses interprétations des classiques viennois.

## Biographie
Hager étudie le piano, l'orgue, le clavecin, la direction et la composition au Mozarteum de Salzbourg (1949-1957) avec Bernhard Paumgartner, Gerhard Wimberger, Cesar Bresgen, Johann Nepomuk David et Egon Kornauth.
Il a été nommé chef d’orchestre assistant au Théâtre d'État de Mayence (1957-1962) et, après voir dirigé l’orchestre du  Linz Landestheater (1962-1964), il devient premier chef d'orchestre de l’Opéra de Cologne (1964-1965). Il a ensuite été directeur général de la musique à Fribourg-en-Brisgau (1965-1969), et chef de l'Orchestre Mozarteum et du Landestheater de Salzbourg (1969-1981). En octobre 1976, il fait ses débuts au Metropolitan Opera de New York, avec Les Noces de Figaro. Il a également travaillé  comme chef d'orchestre invité avec d'autres orchestres en Europe (Orchestre philharmonique de Berlin, Orchestre philharmonique de Vienne). De 1981 à 1996, il est directeur musical du grand orchestre symphonique de RTL, (aujourd’hui Orchestre philharmonique du Luxembourg).
Jusqu'en 2004, Hager a enseigné à l’Académie de musique et des arts du spectacle de Vienne, poursuivant dans la lignée de professeurs renommés comme  Clemens Krauss, Hans Swarowsky, et succédant à Karl Österreicher (de).
De 2005 à 2008, Leopold Hager a été chef d'orchestre à l’Opéra populaire de Vienne, pour la conduite de nouvelles productions de La Flûte enchantée, La traviata, Die Meistersinger von Nürnberg, Les Contes d'Hoffmann et Turandot .
Chef d’orchestre à l’Opéra national de Vienne, Leopold Hager a également travaillé avec des orchestres tels que l’Orchestre symphonique de Vienne, l'Orchestre philharmonique tchèque, l'Orchestre du Gewandhaus de Leipzig, la Staatskapelle de Dresde, l'Orchestre philharmonique de Munich, l'Orchestre de la radio de Munich, l'Orchestre symphonique de Bamberg, l'Orchestre symphonique de la NDR, L’orchestre  symphonique de la radio de Leipzig, le MDR, Orchestre symphonique de Berlin, l'Orchestre royal du Concertgebouw, l’ orchestre de Académie nationale Sainte-Cécile, l'Orchestre symphonique national du Danemark, l’Orchestre de Paris, l’Orchestre national de Lille et le National Symphony Orchestra de Washington, DC,,,.

## Source
- (en) Cet article est partiellement ou en totalité issu de l’article de Wikipédia en anglais intitulé « Leopold Hager » (voir la liste des auteurs).